# روبرت تي هارمز
روبرت تي هارمز (بالإنجليزية: Robert T. Harms)‏ هو لغوي أمريكي، ولد في 1932، وتوفي في 5 أكتوبر 2016.